# 神奈川県道62号平塚秦野線

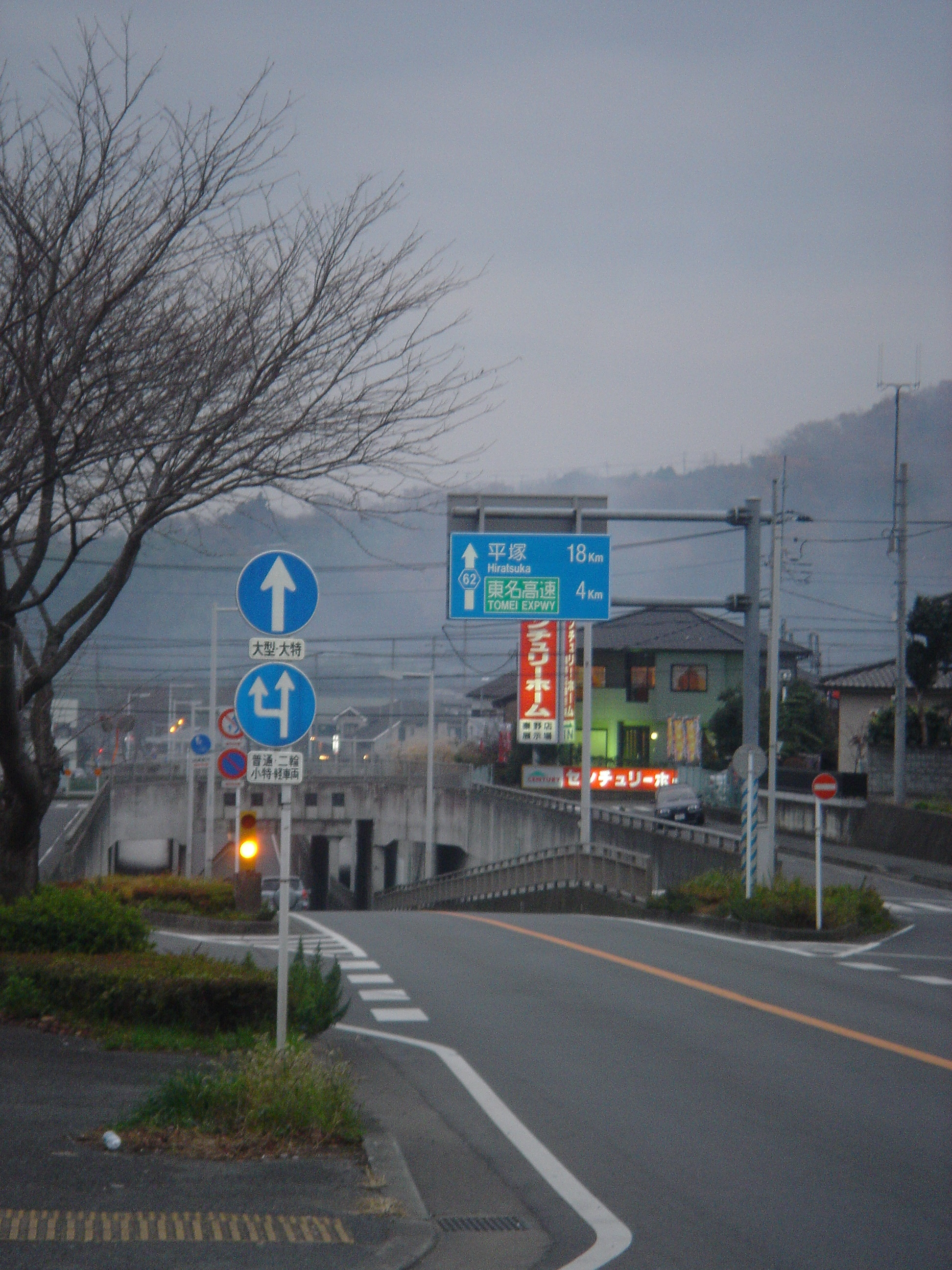
秦野市平沢付近。平沢地下道を終点方面から望む。

神奈川県道62号平塚秦野線（かながわけんどう62ごう ひらつかはだのせん）は、神奈川県平塚市唐ヶ原から中郡大磯町を通り秦野市平沢に至る県道（主要地方道）である。起点から秦野市河原町までは金目川（花水川）に沿って走る。

## 概要
- 陸上距離：17.0 km
- 起点：神奈川県平塚市唐ヶ原（国道134号、花水川橋交差点）
- 終点：神奈川県秦野市平沢（国道246号、堀川入口交差点）
- Google マップ

## 路線状況
他路線との重複区間をのぞいてはすべて片側1車線である。起点から国道1号との交点までは高麗山を左手に眺めながら金目川（花水川）沿いを走る。東海道線のガードをくぐるあたりで大磯町に入る。
相模貨物駅前を過ぎると再び平塚市に入る。この先東雲橋交差点までは、交通量は多いが道幅も広く、快適に走ることができる。この付近は沿道に商店や高校が立地し交通量が多い。通称ダイクマ通りとも呼ばれる。東雲橋交差点で東方向、江南高校・平塚駅方面へ折れる道が古くからの秦野街道であり、現在も平塚秦野間の神奈中バスの多くはこちらを通る。
東雲橋交差点からは旧来からの秦野街道と一致する。新幹線ガードまでは住宅地を走るが、そこを過ぎると水田が多く見られるようになる。金目川の流域に広がる県内でも有数の穀倉地帯である。
吾妻橋交差点を過ぎると金目の集落に入る。道幅が狭くなり、歩行者が増える。南金目交差点付近のバス停やその周辺は道幅に余裕があるが、これは以前平塚駅から金目行きの路線バスがロータリーとして利用していた土地を整備したためである。バス停名の「金目駅」は連絡運輸があったため国鉄の切符などを販売していた時代のなごりである（自動車駅#国鉄バス以外の「バス駅」）。
東海大学の正門、土屋橋を過ぎると欠の上人道橋からの横断歩道の先に細い道がある。下大槻の集落に入っていくこの道が旧道で、川沿いの現在の道は戦後造られた新道ということになる。ただし現道もこの区間は堤防上を走るため、道幅がきわめて狭く大型車どうしがすれ違う際は片方が停車する場合もある。歩道もほとんど無いため稀に歩行者・自転車が通行している場合や、バイクなどは追い越すことが困難である。東名高速道路・小田急小田原線を越え、秦才橋を渡ると秦野市街に入っていく。室川橋交差点で右から接するのが先ほど分かれた旧道である。
河原町交差点から西大竹交差点まで県道71号線と併用する（番号が若い62号で案内されている）。旧来は河原町交差点を直進し本町四ツ角で左折して国道246号平沢交差点まで抜ける道が本道であった。余談であるが、平沢交差点から本町四ツ角を通り再び246号に合流する道は、246号の旧道でもある。
県道71号線とは西大竹交差点で右折して分かれる。ここからの道は都市計画道路として近年造られた。西大竹交差点から県道終点を越え県道706号線との接続地点のテクノパーク入口交差点まで約6kmの桜並木が続き、満開の春は特に美しい。また、この西大竹交差点から先は沿道にヤマダデンキやヨークマート、ユニクロなどの商店、秦野赤十字病院などがある。
しかし、計画時交通量予測を誤ったのか、朝・夕・休日は渋滞が激しい。著しい時は平塚方面行は西大竹交差点付近から三協町入口交差点付近まで、平沢方面は西大竹交差点に進入する車列が双方1km程度に達する時もある。
なお、秦野市の都市計画には西大竹交差点から峰の下交差点付近までの新道整備計画が示されている。

### 重複区間
- 国道1号（平塚市花水橋東交差点 - 相模貨物駅前交差点）
- 神奈川県道63号相模原大磯線別線（平塚市平塚東インター入口交差点 - 吾妻橋交差点）
- 神奈川県道71号秦野二宮線（秦野市河原町交差点 - 西大竹交差点）

### 道路施設
- 東海道線による跨道橋
- 平塚橋（鈴川、平塚市南原）
- 金目橋（水路、平塚市南金目）
- 大槻橋（水路、秦野市下大槻）
- 下大槻橋（水路、秦野市下大槻）
- 斉家分跨線橋（小田急小田原線、秦野市斉ヶ分）
- 秦才橋（金目川、秦野市斉ヶ分）
- 室川橋（室川、秦野市河原町）
- 新常磐橋（水無川、室川、秦野市河原町）
- 新逆川橋（逆川、秦野市尾尻）
- 小田急小田原線による跨道橋
- 平沢地下道（小田急小田原線、国道246号線旧道をアンダーパスする）

## 通過する自治体
- 神奈川県
  - 平塚市 - 中郡大磯町 - 平塚市 - 秦野市

### 交差する道路
- 国道134号（花水川橋交差点）
- 神奈川県道609号公所大磯線（花水川橋交差点）
- 国道1号（重複、花水橋東交差点 - 相模貨物駅前交差点）
- 小田原厚木道路 平塚IC
- 神奈川県道63号相模原大磯線別線（平塚東インター入口交差点）
- 神奈川県道63号相模原大磯線本線（吾妻橋交差点）
- 神奈川県道612号上粕屋南金目線（南金目交差点）
- 神奈川県道77号平塚松田線（土屋橋交差点）
- 神奈川県道613号曽屋鶴巻線（交差点名無し信号）
- 神奈川県道71号秦野二宮線（重複、河原町交差点 - 西大竹交差点）
- 国道246号（堀川入口交差点）

### 周辺
- 花水川河口
- 相模貨物駅
- 神奈川県立平塚商業高等学校
- 桜ヶ丘公園（県立平塚西工業技術高校跡地）
- 神奈川県立平塚農業高等学校
- 達上ヶ丘公園、達上池
- 平塚市民病院
- 東海大学湘南校舎
- 上智大学短期大学部
- 秦野赤十字病院
- 神奈川県立秦野総合高等学校
- 震生湖
- 白笹稲荷神社
- 出雲大社相模分祠